# Ronaldo Prieto
Ronaldo de Jesús Prieto Ramírez (ur. 3 marca 1997 w Santiago Tuxtla) – meksykański piłkarz występujący na pozycji lewego obrońcy lub lewego pomocnika, od 2020 roku zawodnik Santosu Laguna.